# 六嘉村
六嘉村（ろっかむら）は、熊本県の中部、上益城郡にかつてあった村である。

## 歴史
- 1889年4月1日 - 上益城郡下六嘉村、上六嘉村、井寺村、北甘木村が合併し六嘉村が発足。
- 1955年1月1日 - 大島村と合併し嘉島村となる。

## 学校
- 六嘉村立六嘉小学校